# Walther van der Hoop (Forstmeister, 1861)
Walther August Friedrich Freiherr van der Hoop (* 27. Mai 1861 in Butzbach; † 3. Januar 1928 in Darmstadt) war Großherzoglich Hessischer Oberforstmeister und Kammerherr.

## Leben
Walther van der Hoop entstammte dem niederländischen Adelsgeschlecht van der Hoop. Er war ein Sohn des Großherzoglich Hessischen Majors Konrad Freiherr van der Hoop (1830–1871) und dessen Ehefrau Wilhelmine, geborene Emmerling  (1841–1890), Tochter des Juristen August Emmerling und der Luise Siebert. Wie sein gleichnamiger Großvater Walther van der Hoop, der am 1. März 1855 von Großherzog Ludwig III. in den Großherzoglich hessischen Freiherrenstand erhoben wurde, entschied er sich für eine Laufbahn in der Forstwirtschaft und war am 25. August 1886 als Forstassessor Hof- und Jagdjunker..
Van der Hoop war 1898 Gründungsvorsitzender des Darmstädter Jagdklubs.
Am 20. Oktober 1900 wurde er zum Großherzoglich Hessischen Kammerherrn ernannt. 1904 wurde er Forstmeister und stieg zum Großherzoglich Hessischen Oberförster und Jägermeister auf. Damit gehörte van der Hoop zum engeren Hofstaat des Großherzogs. In dieser Eigenschaft wurde er 1911 mit dem Hofdienstehrenzeichen für 25 Dienstjahre und zwei Jahre später mit dem Komturkreuz I. Klasse des Verdienstordens Philipps des Großmütigen ausgezeichnet. Außerdem erhielt er 1913 die Erlaubnis zur Annahme des Preußischen Kronen-Ordens II. Klasse. Am 13. März 1917 verlieh ihm der Großherzog das Prädikat „Exzellenz“.
Zum 1. September 1926 trat van der Hoop in den Ruhestand. Er war Mitglied des adligen Hauses Zum Frauenstein in Frankfurt am Main.

### Familie
Am 27. September 1893 heiratete er in Darmstadt Leontine Freiin Röder von Diersburg (1873–1965), Tochter des Kammerherrn Egenolf Röder von Diersburg und der Adele d'Orville. Aus der Ehe sind die Kinder Adele (1894–1936) und Walther (1896–1961, Leutnant und Kaufmann) hervorgegangen.